# Orobanche elatior
Orobanche elatior là loài thực vật có hoa thuộc họ Cỏ chổi. Loài này được Sutton mô tả khoa học đầu tiên năm 1797.

## Hình ảnh

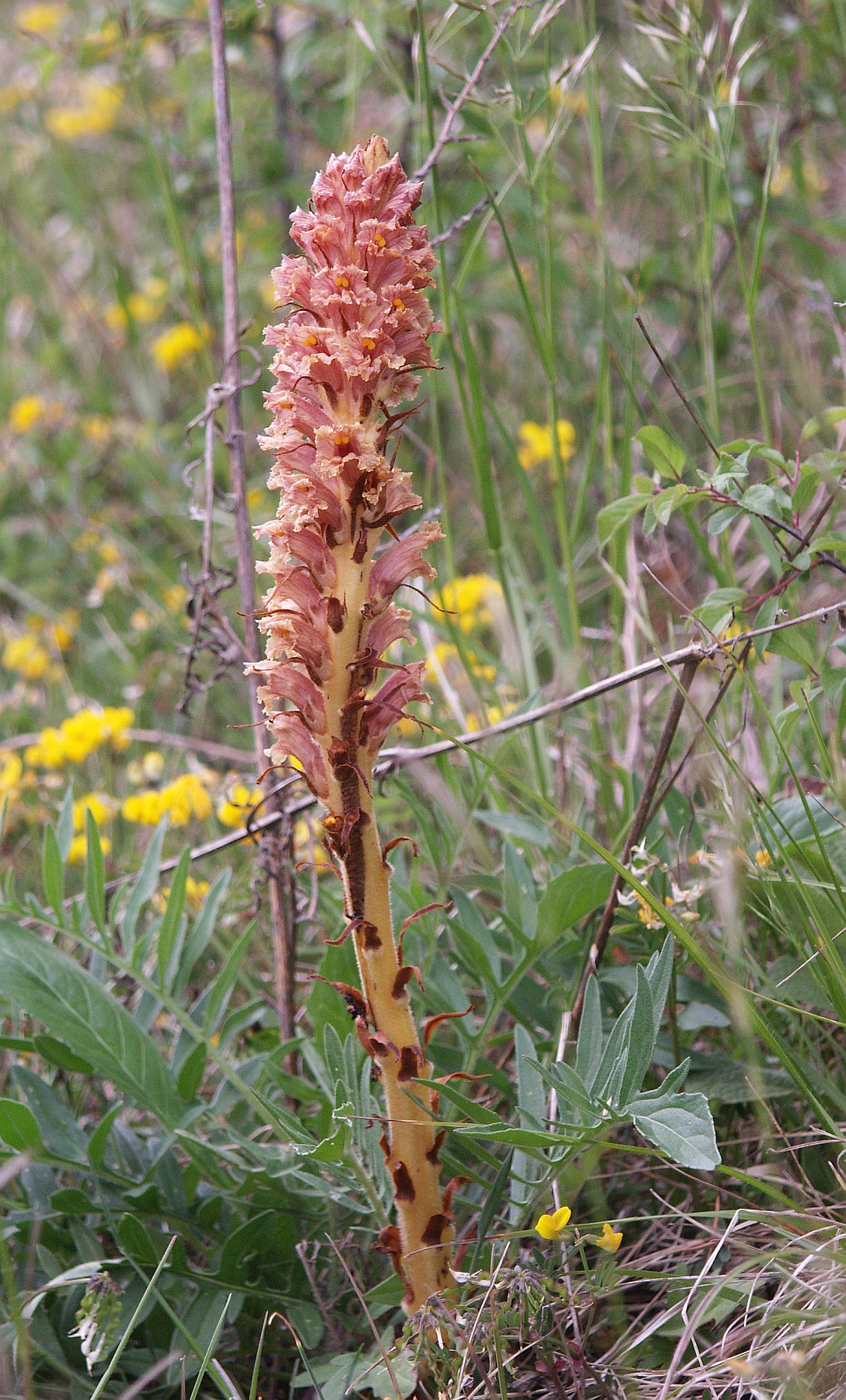
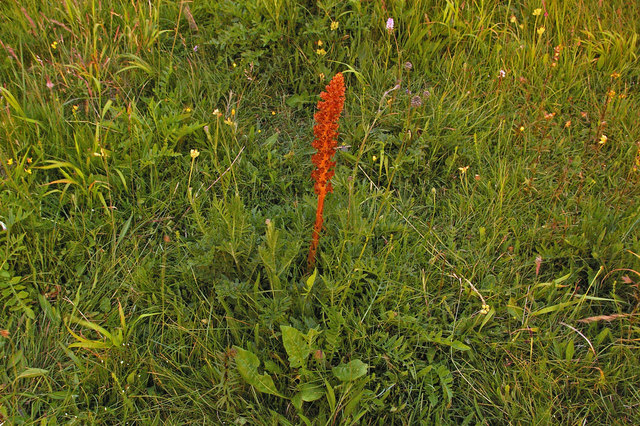
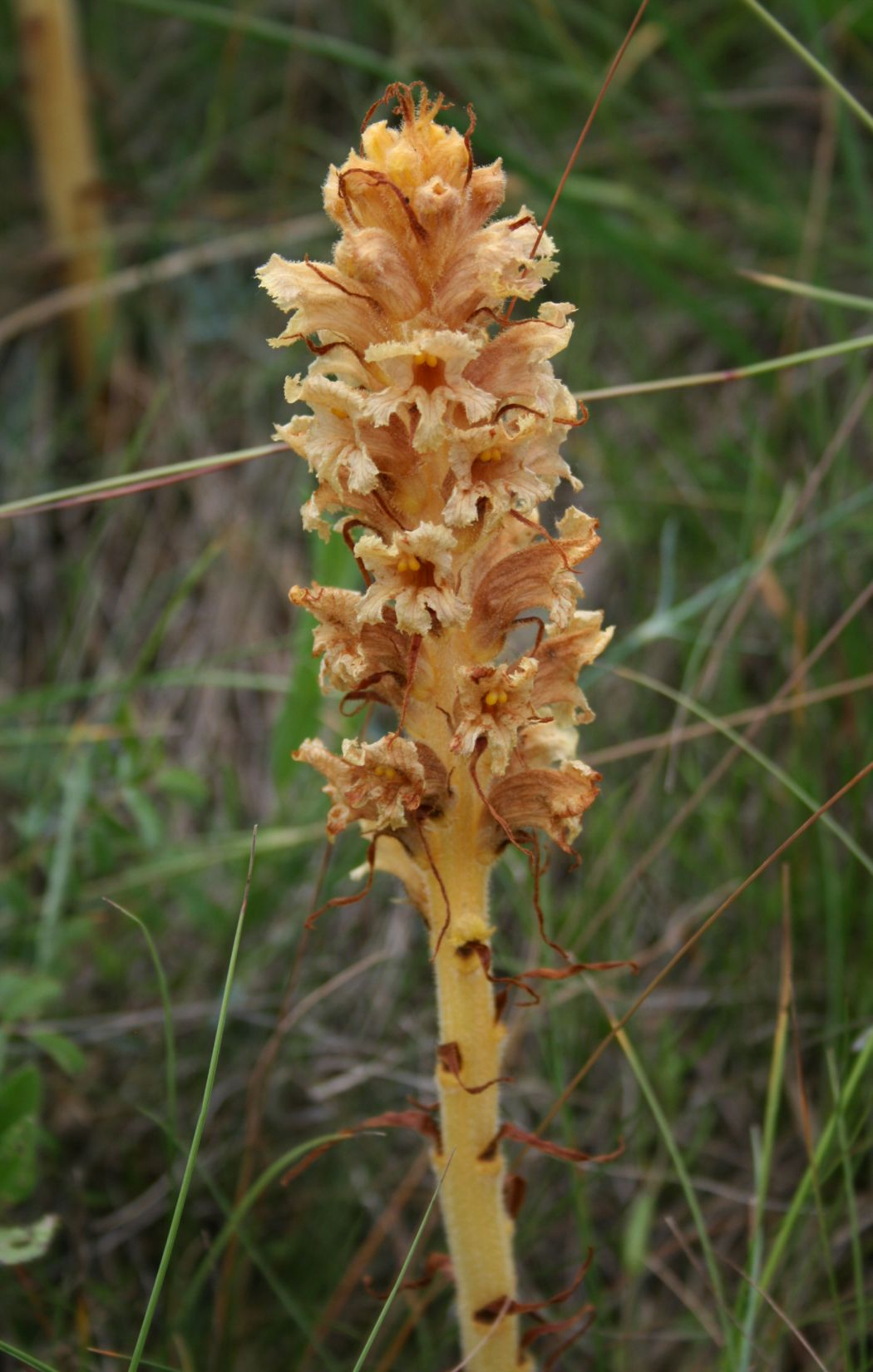
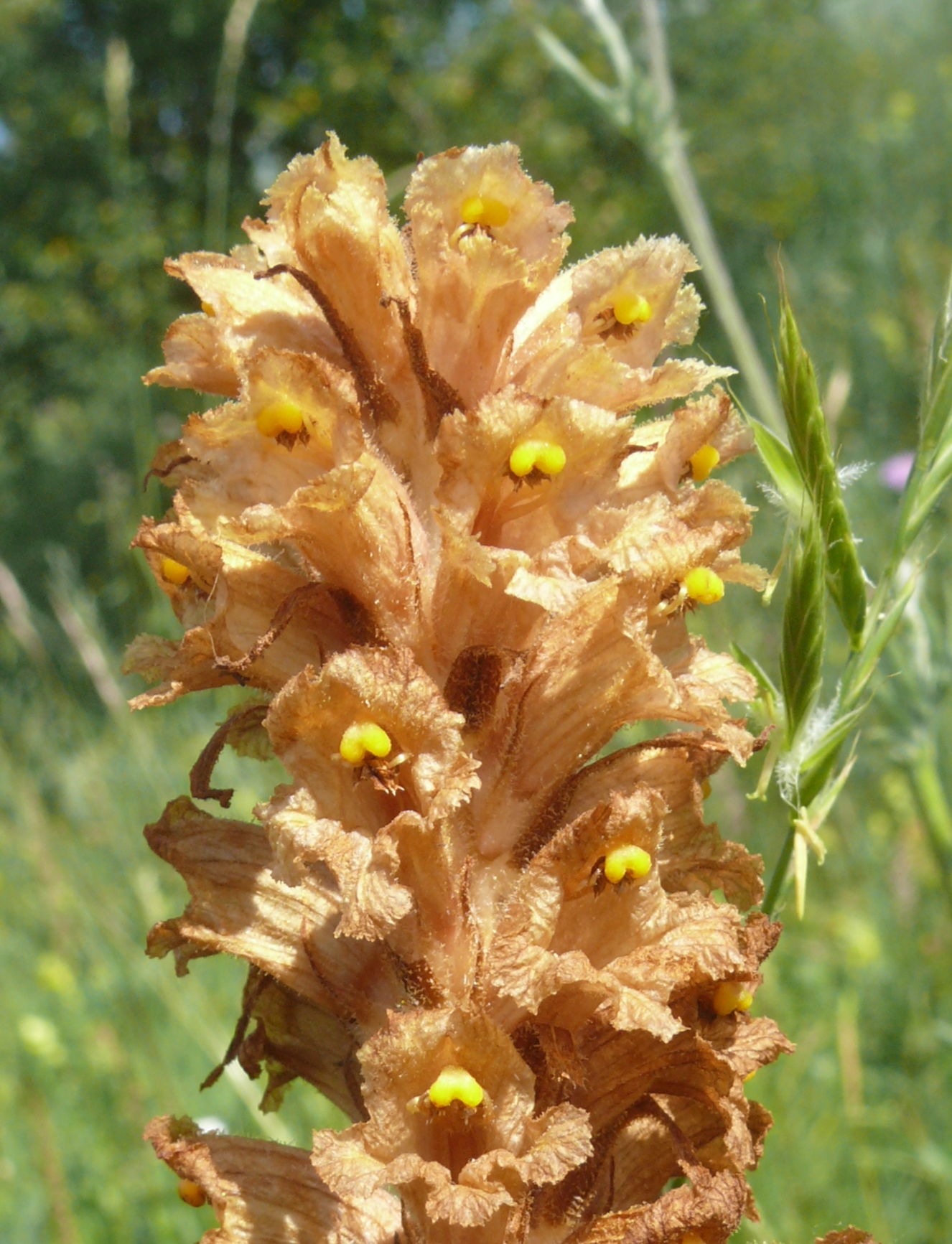